# Reiley (Sänger)

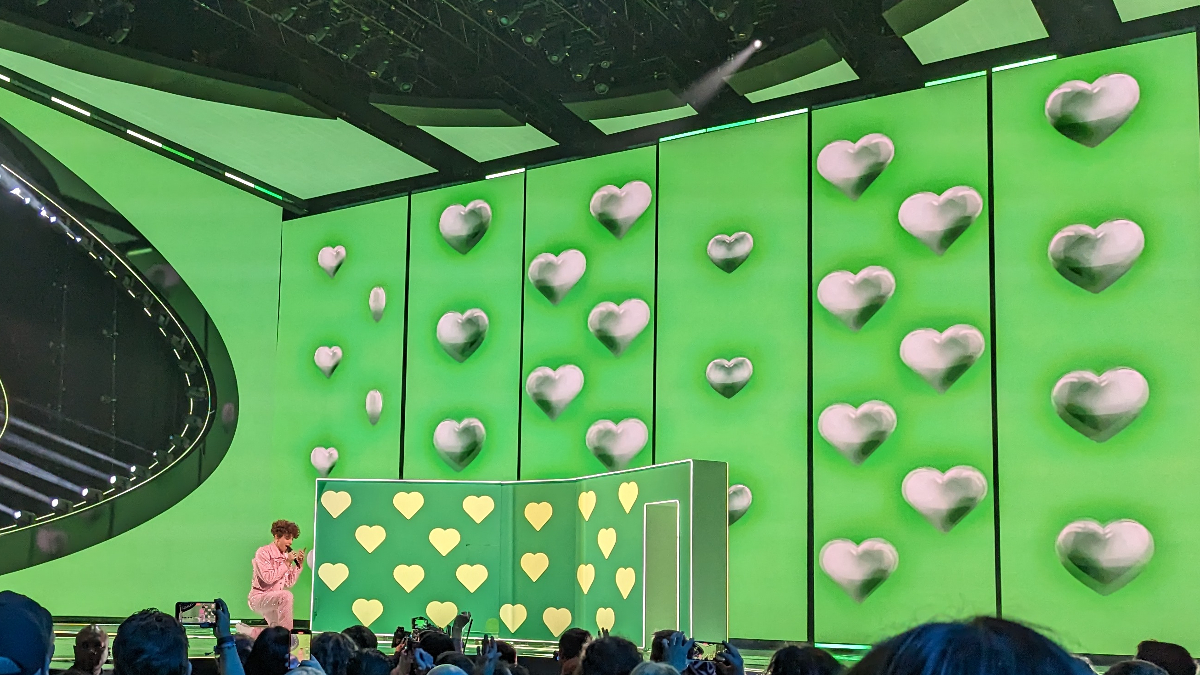
Reiley beim ESC 2023

Rani Petersen (* 24. November 1997 in Tórshavn), bekannt als Reiley, ist ein färöischer Popsänger. Er vertrat Dänemark beim Eurovision Song Contest 2023 in Liverpool mit seinem Lied Breaking My Heart.

## Leben und Karriere
Reiley wurde durch TikTok bekannt, wo er verschiedene Lieder covert und zirka 11 Millionen Follower erreicht hat. 2019 reiste er nach London und Los Angeles, um Musik aufzunehmen und unterschrieb im darauffolgenden Jahr einen Vertrag bei Atlantic Records. 2021 veröffentlichte er seine Debütsingle Let It Ring. Diese erzielte besonders in Südkorea große Erfolge.
Im Januar 2023 wurde bekanntgegeben, dass Reiley am dänischen Vorentscheid für den Eurovision Song Contest, Dansk Melodi Grand Prix, teilnehmen würde. Diesen konnte er am 11. Februar 2023 mit seinem Lied Breaking My Heart für sich gewinnen und durfte so Dänemark beim Eurovision Song Contest 2023 vertreten. Nach seinem Auftritt im zweiten Halbfinale am 11. Mai konnte er sich jedoch nicht für das Finale qualifizieren. Er ist der erste Färinger, der beim Eurovision Song Contest antrat.

## Diskografie

### EPs
- 2021: BRB, Having an Identity Crisis

### Singles
- 2021: Let It Ring
- 2021: Superman
- 2021: YOU
- 2021: Strange Love
- 2022: blah blah blah
- 2022: Moonlight (mit AB6IX)
- 2023: Breaking My Heart
- 2023: Lovesongs